# 克罗维亚纳
克罗维亚纳（義大利語：Croviana），是意大利特伦托自治省的一个市镇。总面积5平方公里，人口690人，人口密度138.0人/平方公里（2009年）。ISTAT代码为022068。